# Stazione di Pineto
La stazione di Pineto, talvolta indicata anche come Pineto Tronchino, era una fermata ferroviaria temporanea di Roma.

## Storia
La fermata fu attivata nel 1997 quale capolinea di un breve tratto della Cintura Nord, nelle more dell'allacciamento definitivo tra questa linea e la linea per Viterbo presso Valle Aurelia.
Svolse la funzione di interscambio con gli autobus sostitutivi della tratta urbana della linea per Viterbo, allora interessata da lavori di raddoppio ed elettrificazione, fino all'apertura della tratta Cesano-Roma Monte Mario il 30 gennaio 2000.
Utilizzata negli anni successivi come punto di ricovero dei mezzi adibiti al completamento dell'elettrificazione della Roma-Viterbo e alla messa in sicurezza della galleria Cassia-Monte Mario, la stazione fu esclusa dal progetto di riattivazione della linea di cintura, venendo riclassificata come uscita di sicurezza della linea (Posto di Esodo).

## Strutture e impianti
La fermata, dotata di un binario passante, era dotata di una pensilina e di un piazzale in cui avveniva l'interscambio con autolinee sostitutive.